# Кайран (Казахстан)
Кайра́н (каз. Қайран) — село у складі Актогайського району Павлодарської області Казахстану. Входить до складу Кожамжарського сільського округу.
Населення — 109 осіб (2021; 144 у 2009, 220 у 1999, 312 у 1989).
Національний склад станом на 1989 рік:
- казахи — 100 %.